# ييبي مو
ييبي مو (بالبوكمول: Jeppe Moe) هو لاعب كرة قدم نرويجي في مركز الدفاع، ولد في 3 أغسطس 1995 في باروم في النرويج. لعب مع نادي ستابك.

## وصلات خارجية
- ييبي مو على موقع اتحاد النرويج (النرويجية)
- ييبي مو على موقع قاعدة بيانات كرة القدم.إي يو (الإنجليزية)
- ييبي مو على موقع Soccerway.com (الإنجليزية)